# Enosis (geslacht)
Enosis is een geslacht van vlinders van de familie dikkopjes (Hesperiidae), uit de onderfamilie Hesperiinae.

## Soorten
- E. achelous (Plötz, 1882)
- E. allianca (Weeks, 1901)
- E. angularis (Möschler, 1876)
- E. aphilos (Herrich-Schäffer, 1869)
- E. blenda Evans, 1955
- E. blotta Evans, 1955
- E. dognini Mabille, 1889
- E. horridus (Bell, 1940)
- E. iccius Evans, 1955
- E. immaculata (Hewitson, 1868)
- E. matheri Freeman, 1969
- E. misera (Schaus, 1902)
- E. pruinosa (Plötz, 1882)
- E. topo Nicolay, 1980